# MI14
 MI14  — аббревиатура от англ. Military Intelligence Section 14 (Военная разведка, Секция 14), подразделение Директората военной разведки, которое занималось разведывательной деятельностью на территории Германии. Первоначально было частью MI3, но во время Второй мировой войны, разведка по Германии стала столь важной частью военных усилий, что она была выделена в особое подразделение.
Один из наиболее ценных источников MI14 был под кодовым названием COLUMBA и состоял из почтовых голубей, которых сбрасывали на оккупированные нацистами территории в специальных ящиках, которые были оснащены парашютами.